# Selección femenina de fútbol de Serbia
La selección femenina de fútbol de Serbia representa a Serbia en las competiciones internacionales de fútbol femenino. Jugó su primer partido internacional el 5 de mayo de 2007 contra la selección femenina de fútbol de Eslovenia, partido que ganó Serbia por cinco goles a cero.
No ha participado aún en la Eurocopa Femenina, ni ha logrado clasificarse para disputar la Copa Mundial Femenina de Fútbol, ni tampoco los Juegos Olímpicos.

## Historia
La selección serbia fue creada el 28 de junio de 2006. Anteriormente fue conocida como el equipo nacional de fútbol femenino de Yugoslavia, del 15 de enero de 1992 hasta el 4 de febrero de 2003; y luego como equipo nacional de fútbol de Serbia y Montenegro, hasta el 3 de junio de 2006, cuando Serbia declaró su independencia como estado sucesor de la unión de los estados de Serbia y Montenegro. Su nombre se cambió oficialmente a selección femenina de fútbol de Serbia el 28 de junio de 2006, mientras que el equipo de fútbol femenino de Montenegro fue creado para representar al nuevo estado de Montenegro. Al igual que en la selección masculina, tanto la FIFA como la UEFA considera a Serbia el heredero directo de la selección de Serbia y Montenegro.

## Resultados

### Copa Mundial Femenina de Fútbol
| Mundial Femenino de la FIFA |                                                                           |                                                                           |                                                                           |                                                                           |                                                                           |                                                                           |                                                                           |                                                                           |
| Año                         | Ronda                                                                     | Posición                                                                  | PJ                                                                        | PG                                                                        | PE                                                                        | PP                                                                        | GF                                                                        | GC                                                                        |
| 1991                        | La selección de Yugoslavia no participó                                   | La selección de Yugoslavia no participó                                   | La selección de Yugoslavia no participó                                   | La selección de Yugoslavia no participó                                   | La selección de Yugoslavia no participó                                   | La selección de Yugoslavia no participó                                   | La selección de Yugoslavia no participó                                   | La selección de Yugoslavia no participó                                   |
| 1995                        | La selección de Yugoslavia no participó por la guerra civil en Yugoslavia | La selección de Yugoslavia no participó por la guerra civil en Yugoslavia | La selección de Yugoslavia no participó por la guerra civil en Yugoslavia | La selección de Yugoslavia no participó por la guerra civil en Yugoslavia | La selección de Yugoslavia no participó por la guerra civil en Yugoslavia | La selección de Yugoslavia no participó por la guerra civil en Yugoslavia | La selección de Yugoslavia no participó por la guerra civil en Yugoslavia | La selección de Yugoslavia no participó por la guerra civil en Yugoslavia |
| 1999                        | La selección de Yugoslavia se clasificó para el ascenso a la categoría A  | La selección de Yugoslavia se clasificó para el ascenso a la categoría A  | La selección de Yugoslavia se clasificó para el ascenso a la categoría A  | La selección de Yugoslavia se clasificó para el ascenso a la categoría A  | La selección de Yugoslavia se clasificó para el ascenso a la categoría A  | La selección de Yugoslavia se clasificó para el ascenso a la categoría A  | La selección de Yugoslavia se clasificó para el ascenso a la categoría A  | La selección de Yugoslavia se clasificó para el ascenso a la categoría A  |
| 2003                        | La selección de Yugoslavia se clasificó para el ascenso a la categoría A  | La selección de Yugoslavia se clasificó para el ascenso a la categoría A  | La selección de Yugoslavia se clasificó para el ascenso a la categoría A  | La selección de Yugoslavia se clasificó para el ascenso a la categoría A  | La selección de Yugoslavia se clasificó para el ascenso a la categoría A  | La selección de Yugoslavia se clasificó para el ascenso a la categoría A  | La selección de Yugoslavia se clasificó para el ascenso a la categoría A  | La selección de Yugoslavia se clasificó para el ascenso a la categoría A  |
| 2007                        | No clasificó                                                              | No clasificó                                                              | No clasificó                                                              | No clasificó                                                              | No clasificó                                                              | No clasificó                                                              | No clasificó                                                              | No clasificó                                                              |
| 2011                        | No clasificó                                                              | No clasificó                                                              | No clasificó                                                              | No clasificó                                                              | No clasificó                                                              | No clasificó                                                              | No clasificó                                                              | No clasificó                                                              |
| 2015                        | No clasificó                                                              | No clasificó                                                              | No clasificó                                                              | No clasificó                                                              | No clasificó                                                              | No clasificó                                                              | No clasificó                                                              | No clasificó                                                              |
| 2019                        | No clasificó                                                              | No clasificó                                                              | No clasificó                                                              | No clasificó                                                              | No clasificó                                                              | No clasificó                                                              | No clasificó                                                              | No clasificó                                                              |
| 2023                        | En disputa                                                                | En disputa                                                                | En disputa                                                                | En disputa                                                                | En disputa                                                                | En disputa                                                                | En disputa                                                                | En disputa                                                                |
| Total                       | 0/6                                                                       | -                                                                         | -                                                                         | -                                                                         | -                                                                         | -                                                                         | -                                                                         | -                                                                         |

### Eurocopa Femenina
| Eurocopa Femenina de la UEFA | | | | | | | | |
| Año                          | Ronda | Posición | PJ | PG | PE | PP | GF | GC |
| 1984                         | La selección de Yugoslavia no participó                                                                          | La selección de Yugoslavia no participó                                                                          | La selección de Yugoslavia no participó                                                                          | La selección de Yugoslavia no participó                                                                          | La selección de Yugoslavia no participó                                                                          | La selección de Yugoslavia no participó                                                                          | La selección de Yugoslavia no participó                                                                          | La selección de Yugoslavia no participó                                                                          |
| 1987                         | La selección de Yugoslavia no participó                                                                          | La selección de Yugoslavia no participó                                                                          | La selección de Yugoslavia no participó                                                                          | La selección de Yugoslavia no participó                                                                          | La selección de Yugoslavia no participó                                                                          | La selección de Yugoslavia no participó                                                                          | La selección de Yugoslavia no participó                                                                          | La selección de Yugoslavia no participó                                                                          |
| 1989                         | La selección de Yugoslavia no participó                                                                          | La selección de Yugoslavia no participó                                                                          | La selección de Yugoslavia no participó                                                                          | La selección de Yugoslavia no participó                                                                          | La selección de Yugoslavia no participó                                                                          | La selección de Yugoslavia no participó                                                                          | La selección de Yugoslavia no participó                                                                          | La selección de Yugoslavia no participó                                                                          |
| 1991                         | La selección de Yugoslavia no participó                                                                          | La selección de Yugoslavia no participó                                                                          | La selección de Yugoslavia no participó                                                                          | La selección de Yugoslavia no participó                                                                          | La selección de Yugoslavia no participó                                                                          | La selección de Yugoslavia no participó                                                                          | La selección de Yugoslavia no participó                                                                          | La selección de Yugoslavia no participó                                                                          |
| 1993                         | La selección de Yugoslavia fue excluida después de un partido de clasificación por la guerra civil en Yugoslavia | La selección de Yugoslavia fue excluida después de un partido de clasificación por la guerra civil en Yugoslavia | La selección de Yugoslavia fue excluida después de un partido de clasificación por la guerra civil en Yugoslavia | La selección de Yugoslavia fue excluida después de un partido de clasificación por la guerra civil en Yugoslavia | La selección de Yugoslavia fue excluida después de un partido de clasificación por la guerra civil en Yugoslavia | La selección de Yugoslavia fue excluida después de un partido de clasificación por la guerra civil en Yugoslavia | La selección de Yugoslavia fue excluida después de un partido de clasificación por la guerra civil en Yugoslavia | La selección de Yugoslavia fue excluida después de un partido de clasificación por la guerra civil en Yugoslavia |
| 1995                         | La selección de Yugoslavia no participó por la guerra civil en Yugoslavia                                        | La selección de Yugoslavia no participó por la guerra civil en Yugoslavia                                        | La selección de Yugoslavia no participó por la guerra civil en Yugoslavia                                        | La selección de Yugoslavia no participó por la guerra civil en Yugoslavia                                        | La selección de Yugoslavia no participó por la guerra civil en Yugoslavia                                        | La selección de Yugoslavia no participó por la guerra civil en Yugoslavia                                        | La selección de Yugoslavia no participó por la guerra civil en Yugoslavia                                        | La selección de Yugoslavia no participó por la guerra civil en Yugoslavia                                        |
| 1997                         | La selección de Yugoslavia no se pudo clasificar para el ascenso a la categoría A                                | La selección de Yugoslavia no se pudo clasificar para el ascenso a la categoría A                                | La selección de Yugoslavia no se pudo clasificar para el ascenso a la categoría A                                | La selección de Yugoslavia no se pudo clasificar para el ascenso a la categoría A                                | La selección de Yugoslavia no se pudo clasificar para el ascenso a la categoría A                                | La selección de Yugoslavia no se pudo clasificar para el ascenso a la categoría A                                | La selección de Yugoslavia no se pudo clasificar para el ascenso a la categoría A                                | La selección de Yugoslavia no se pudo clasificar para el ascenso a la categoría A                                |
| 2001                         | La selección de Yugoslavia no se clasificó                                                                       | La selección de Yugoslavia no se clasificó                                                                       | La selección de Yugoslavia no se clasificó                                                                       | La selección de Yugoslavia no se clasificó                                                                       | La selección de Yugoslavia no se clasificó                                                                       | La selección de Yugoslavia no se clasificó                                                                       | La selección de Yugoslavia no se clasificó                                                                       | La selección de Yugoslavia no se clasificó                                                                       |
| 2005                         | La selección de Serbia y Montenegro no clasificó                                                                 | La selección de Serbia y Montenegro no clasificó                                                                 | La selección de Serbia y Montenegro no clasificó                                                                 | La selección de Serbia y Montenegro no clasificó                                                                 | La selección de Serbia y Montenegro no clasificó                                                                 | La selección de Serbia y Montenegro no clasificó                                                                 | La selección de Serbia y Montenegro no clasificó                                                                 | La selección de Serbia y Montenegro no clasificó                                                                 |
| 2009                         | No clasificó | No clasificó | No clasificó | No clasificó | No clasificó | No clasificó | No clasificó | No clasificó |
| 2017                         | No clasificó | No clasificó | No clasificó | No clasificó | No clasificó | No clasificó | No clasificó | No clasificó |
| 2022                         | No clasificó | No clasificó | No clasificó | No clasificó | No clasificó | No clasificó | No clasificó | No clasificó |
| Total                        | 0/7 | - | - | - | - | - | - | - |

## Última convocatoria
| #  | Nombre               | Posición       | Edad | PJ | Goles | Club                        |  |
| -- | -------------------- | -------------- | ---- | -- | ----- | --------------------------- |  |
| 1  | Suzana Nilson        | Portera        | 22   |    |       | Sunnanå SK                  |  |
| 2  | Ana Ivanov           | Portera        | 25   |    |       | Spartak Subotica            |  |
| 3  | Milena Vuković       | Portera        | 28   |    |       | BIIK Kazygurt               |  |
| 4  | Nevena Stojaković    | Portera        | 19   |    |       | Mašinac PZP Niš             |  |
| 5  | Milica Stojanović    | Portera        | 20   |    |       | Mašinac PZP Niš             |  |
| 6  | Violeta Slović       | Defensa        | 22   |    |       | Spartak Subotica            |  |
| 7  | Jasna Đorđević       | Defensa        | 20   |    |       | D.V.C. Eva's Tienen         |  |
| 8  | Nikoleta Nikolić     | Defensa        | 22   |    |       | Spartak Subotica            |  |
| 9  | Tijana Krstić        | Defensa        | 19   |    |       | Spartak Subotica            |  |
| 10 | Milica Stanković     | Defensa        | 23   |    |       | Mašinac PZP Niš             |  |
| 11 | Tamara Marković      | Defensa        | 20   |    |       | Napredak Kruševac           |  |
| 12 | Nevena Damnjanović   | Defensa        | 20   |    |       | Spartak Subotica            |  |
| 13 | Milena Pešić         | Centrocampista | 29   |    |       | Knattspyrnufélagið Víkingur |  |
| 14 | Danka Podovac        | Centrocampista | 31   |    |       | Stjarnan                    |  |
| 15 | Aleksandra Savanović | Centrocampista | 19   |    |       | Spartak Subotica            |  |
| 16 | Jelena Čubrilo       | Centrocampista | 20   |    |       | Spartak Subotica            |  |
| 17 | Marija Ilić          | Centrocampista | 20   |    |       | Spartak Subotica            |  |
| 18 | Olivera Marković     | Centrocampista | 21   |    |       | Napredak Kruševac           |  |
| 19 | Jelena Čanković      | Centrocampista | 18   |    |       | FC Barcelona                |  |
| 20 | Andrijana Trišić     | Centrocampista | 25   |    |       | Crvena Zvevda               |  |
| 21 | Marija Jonović       | Centrocampista | 22   |    |       | Napredak Kruševac           |  |
| 22 | Kristina Krstić      | Centrocampista | 24   |    |       | Napredak Kruševac           |  |
| 23 | Milica Mijatović     | Portera        | 22   |    |       | BIIK Kazygurt               |  |
| 24 | Mirela Tenkov        | Delantera      | 24   |    |       | Napredak Kruševac           |  |
| 25 | Suzana Petronijević  | Delantera      | 23   |    |       | Napredak Kruševac           |  |
| 26 | Marija Radojičić     | Delantera      | 21   |    |       | SV Neulengbach              |  |
| 27 | Vesna Smiljković     | Delantera      | 31   |    |       | ÍBV                         |  |
| 28 | Jovana Damnjanović   | Delantera      | 19   |    |       | VfL Wolfsburg               |  |
| 29 | Biljana Bradić       | Delantera      | 22   |    |       | Kolibri                     |  |
| 30 | Anica Plećić         | Delantera      | 24   |    |       | Sloga                       |  |
| 31 | Jovana Sretenović    | Delantera      | 28   |    |       | Elpides Karditsas           |  |
|    |                      |                |      |    |       |                             |  |
|    |                      |                |      |    |       |                             |  |
| DT | Suzana Stanojević    |                |      |    |       | Bandera de Serbia           |  |

(Los números no corresponden a los dorsales)